# Pteridium yunnanense
Pteridium yunnanense là một loài thực vật có mạch trong họ Dennstaedtiaceae. Loài này được Ching & S.H. Wu miêu tả khoa học đầu tiên năm 1986.